# Liste von Seen in Ägypten
Die Liste von Seen in Ägypten nennt natürliche und künstliche Seen, die derzeit bestehen oder ausgetrocknet sind. Viele von ihnen enthalten Brackwasser oder Salzwasser. Einige sind endorheische Seen. Etwa 100.000 Fischer leben an und von diesen Seen. Es gibt etwa 100 verschiedene Fischarten. Die Wasseroberfläche variiert mit den klimatischen Bedingungen.

## Liste
| Name                           | Gouvernement      | Kommentar                                                                               |
| ------------------------------ | ----------------- | --------------------------------------------------------------------------------------- |
| Nassersee                      |                   | Stausee des Nils, im Süden Ägyptens bzw. im Norden des Sudans, eröffnet 1964.           |
| Manzala-See                    |                   | Lagune östlich von Damiette im Nildelta.                                                |
| Mariout-See                    |                   | Brackwassersee bei Alexandria, gespeist durch Wasser aus dem Nil.                       |
| Sirbonischer See               |                   | Haff.                                                                                   |
| Qarunsee                       | al-Fayyum         | Im Süden des Nildeltas.                                                                 |
| Faiyūm-Seen                    | al-Fayyum         | Ober- und Untersee im Wādī er-Raiyān                                                    |
| Idku-See                       |                   | Bei der Stadt Idku.                                                                     |
| Toshka-Seen                    |                   | Toshka-Projekt.                                                                         |
| Bitterseen                     | al-Ismaʿiliyya    | Der Große und der Kleine Bittersee sind am Sueskanal gelegen. Sie enthalten Salzwasser. |
| Burullus-See                   | Kafr asch-Schaich | Brackwassersee im Nildelta.                                                             |
| Seen im Wadi an-Natrun         |                   | Zwölf Seen.                                                                             |
| Birket Siwa und Birket Aghurmi | Matruh            | Salzseen in der Oase Siwa.                                                              |
| Timsahsee                      | al-Ismaʿiliyya    | Am Sueskanal gelegen. Salzwasser.                                                       |
| Birkat asch-Schams             | Dschanub Sina     | Salzsee, 18 km südlich von Eilat auf der Sinai-Halbinsel.                               |
| Schiyāṭa                       |                   | Quellsee.                                                                               |